# زینب سلبی
زینب سلبی (انگلیسی: Zainab Salbi؛ زادهٔ ۲۴ سپتامبر ۱۹۶۹ ‏(۵۵ سال)) فعال بشردوست، نویسنده و بنیانگذار و مدیر عامل سابق سازمان زنان برای زنان بین‌المللی اهل عراق است. سالبی در سال ۱۹۶۹ در بغداد عراق متولد شد. پدرش به عنوان خلبان شخصی صدام حسین رئیس جمهور پیشین و معدوم شده عراق مشغول به کار بود.